# 2014-es labdarúgó-világbajnokság-selejtező (UEFA – C csoport)
A 2014-es labdarúgó-világbajnokság európai selejtező, C csoportjának eredményeit tartalmazó lapja. A csoport sorsolását 2011. július 30-án tartották Rio de Janeiróban. A csoportban körmérkőzéses, oda-visszavágós rendszerben játszottak egymással a csapatok. A csoportelső automatikus résztvevője lett a 2014-es labdarúgó-világbajnokságnak, a csoport második helyezett a pótselejtezőn vehetett részt.
A csoportban Németország, Svédország, Írország, Ausztria, Feröer és Kazahsztán szerepelt.

## Tabella
| Hely. | Csapat      | M  | Gy | D | V | G+ | G– | Gk  | P  | Továbbjutás                         |     | Németország | Svédország | Ausztria | Írország | Kazahsztán | Feröer |
| ----- | ----------- | -- | -- | - | - | -- | -- | --- | -- | ----------------------------------- | --- | ----------- | ---------- | -------- | -------- | ---------- | ------ |
| 1.    | Németország | 10 | 9  | 1 | 0 | 36 | 10 | +26 | 28 | Kijutott a 2014-es világbajnokságra |     | —           | 4–4        | 3–0      | 3–0      | 4–1        | 3–0    |
| 2.    | Svédország  | 10 | 6  | 2 | 2 | 19 | 14 | +5  | 20 | Továbbjutott a második fordulóba    |     | 3–5         | —          | 2–1      | 0–0      | 2–0        | 2–0    |
| 3.    | Ausztria    | 10 | 5  | 2 | 3 | 20 | 10 | +10 | 17 |                                     |     | 1–2         | 2–1        | —        | 1–0      | 4–0        | 6–0    |
| 4.    | Írország    | 10 | 4  | 2 | 4 | 16 | 17 | −1  | 14 |                                     | 1–6 | 1–2         | 2–2        | —        | 3–1      | 3–0        |        |
| 5.    | Kazahsztán  | 10 | 1  | 2 | 7 | 6  | 21 | −15 | 5  |                                     | 0–3 | 0–1         | 0–0        | 1–2      | —        | 2–1        |        |
| 6.    | Feröer      | 10 | 0  | 1 | 9 | 4  | 29 | −25 | 1  |                                     | 0–3 | 1–2         | 0–3        | 1–4      | 1–1      | —          |        |

## Mérkőzések
A mérkőzéseket 2012. szeptember 7-e és 2013. október 15-e között játszották le. A pontos menetrendről az országok labdarúgó-szövetségei 2011. november 17-én és 18-án egyeztettek Frankfurtban.
| 2012. szeptember 7. 22:00 (UTC+6) |

| Kazahsztán      | 1–2               | Írország                       |
| --------------- | ----------------- | ------------------------------ |
| Nurdauletov 37' | (1–0) Jegyzőkönyv | Keane 89' (11-esből) Doyle 90' |

| Asztana Arena, Asztana Nézőszám: 12 384 Játékvezető: Ionut Avram (román) |

| 2012. szeptember 7. 20:45 (UTC+2) |

| Németország            | 3–0               | Feröer |
| ---------------------- | ----------------- | ------ |
| Götze 28' Özil 54' 72' | (1–0) Jegyzőkönyv |        |

| AWD-Arena, Hannover Nézőszám: 32 769 Játékvezető: Robert Madden (skót) |

| 2012. szeptember 11. 20:30 (UTC+2) |

| Ausztria      | 1–2               | Németország                  |
| ------------- | ----------------- | ---------------------------- |
| Junuzović 57' | (0–1) Jegyzőkönyv | Reus 44' Özil 52' (11-esből) |

| Ernst-Happel-Stadion, Bécs Nézőszám: 47 000 Játékvezető: Björn Kuipers (holland) |

| 2012. szeptember 11. 20:30 (UTC+2) |

| Svédország         | 2–0               | Kazahsztán |
| ------------------ | ----------------- | ---------- |
| Elm 37' Berg 90+4' | (1–0) Jegyzőkönyv |            |

| Swedbank Stadion, Malmö Nézőszám: 20 414 Játékvezető: Serhiy Boiko (ukrán) |

| 2012. október 12. 22:00 (UTC+6) |

| Kazahsztán | 0–0         | Ausztria |
| ---------- | ----------- | -------- |
|            | Jegyzőkönyv |          |

| Astana Arena, Asztana Nézőszám: 12 900 Játékvezető: Bognár Tamás (magyar) |

| 2012. október 12. 17:00 (UTC+1) |

| Feröer          | 1–2               | Svédország                     |
| --------------- | ----------------- | ------------------------------ |
| Baldvinsson 57' | (0–0) Jegyzőkönyv | Kačaliknić 65' Ibrahimović 75' |

| Tórsvøllur Stadion, Tórshavn Nézőszám: 5 079 Játékvezető: Anasztásziosz Szidirópulosz (görög) |

| 2012. október 12. 19:45 (UTC+1) |

| Írország    | 1–6               | Németország                                              |
| ----------- | ----------------- | -------------------------------------------------------- |
| Keogh 90+2' | (0–2) Jegyzőkönyv | Reus 32' 40' Özil 55' (11-esből) Klose 58' Kroos 61' 83' |

| Aviva Stadion, Dublin Nézőszám: 49 850 Játékvezető: Nicola Rizzoli (olasz) |

| 2012. október 16. 19:00 (UTC+1) |

| Feröer     | 1–4               | Írország                                                 |
| ---------- | ----------------- | -------------------------------------------------------- |
| Hansen 69' | (0–0) Jegyzőkönyv | Wilson 46' Walters 53' Justinussen 73' (öngól) O’Dea 88' |

| Tórsvøllur Stadion, Tórshavn Nézőszám: 4 300 Játékvezető: Lorenc Jemini (albán) |

| 2012. október 16. 20:35 (UTC+2) |

| Ausztria                             | 4–0               | Kazahsztán |
| ------------------------------------ | ----------------- | ---------- |
| Janko 24' 63' Alaba 71' Harnik 90+3' | (1–0) Jegyzőkönyv |            |

| Ernst-Happel-Stadion, Bécs Nézőszám: 43 000 Játékvezető: Jakob Kehlet (dán) |

| 2012. október 16. 20:45 (UTC+2) |

| Németország                           | 4–4               | Svédország                                        |
| ------------------------------------- | ----------------- | ------------------------------------------------- |
| Klose 8' 15' Mertesacker 39' Özil 55' | (3–0) Jegyzőkönyv | Ibrahimović 62' Lustig 64' Elmander 76' Elm 90+3' |

| Olympiastadion, Berlin Nézőszám: 72 369 Játékvezető: Pedro Proença (portugál) |

| 2013. március 22. 20:30 (UTC+1) |

| Ausztria                                                         | 6–0               | Feröer |
| ---------------------------------------------------------------- | ----------------- | ------ |
| Hosiner 8' 20' Ivanschitz 28' Junuzović 77' Alaba 78' Garics 82' | (3–0) Jegyzőkönyv |        |

| Ernst-Happel-Stadion, Bécs Nézőszám: 24 200 Játékvezető: Oleksandr Derdo (ukrán) |

| 2013. március 22. 20:45 (UTC+1) |

| Svédország | 0–0         | Írország |
| ---------- | ----------- | -------- |
|            | Jegyzőkönyv |          |

| Friends Arena, Solna Nézőszám: 49 436 Játékvezető: Alberto Undiano Mallenco (spanyol) |

| 2013. március 23. 00:00 (UTC+6) |

| Kazahsztán | 0–3               | Németország                             |
| ---------- | ----------------- | --------------------------------------- |
|            | (0–2) Jegyzőkönyv | Schweinsteiger 20' Götze 22' Müller 74' |

| Astana Arena, Asztana Nézőszám: 29 300 Játékvezető: Anasztásziosz Kákosz (görög) |

| 2013. március 26. 20:45 (UTC+1) |

| Németország                         | 4–1               | Kazahsztán     |
| ----------------------------------- | ----------------- | -------------- |
| Reus 23' 90' Götze 27' Gündoğan 32' | (3–0) Jegyzőkönyv | Schmidtgal 46' |

| Frankenstadion, Nürnberg Nézőszám: 43 500 Játékvezető: Halis Özkahya (török) |

| 2013. március 26. 19:45 (UTC±0) |

| Írország                     | 2–2               | Ausztria               |
| ---------------------------- | ----------------- | ---------------------- |
| Walters 25' (11-esből) 45+1' | (2–1) Jegyzőkönyv | Harnik 11' Alaba 90+2' |

| Aviva Stadion, Dublin Nézőszám: 36 000 Játékvezető: Marijo Strahonja (horvát) |

| 2013. június 7. 20:45 (UTC+2) |

| Ausztria                       | 2–1               | Svédország   |
| ------------------------------ | ----------------- | ------------ |
| Alaba 26' (11-esből) Janko 32' | (2–0) Jegyzőkönyv | Elmander 82' |

| Ernst-Happel-Stadion, Bécs Nézőszám: 48 500 Játékvezető: Gianluca Rocchi (olasz) |

| 2013. június 7. 19:45 (UTC+1) |

| Írország         | 3–0               | Feröer |
| ---------------- | ----------------- | ------ |
| Keane 5' 55' 81' | (1–0) Jegyzőkönyv |        |

| Aviva Stadion, Dublin Nézőszám: 30 805 Játékvezető: Mattias Gestranius (finn) |

| 2013. június 11. 19:15 (UTC+2) |

| Svédország                     | 2–0               | Feröer |
| ------------------------------ | ----------------- | ------ |
| Ibrahimović 35' 82' (11-esből) | (1–0) Jegyzőkönyv |        |

| Friends Stadion, Solna Nézőszám: 32 858 Játékvezető: Nikolay Yordanov (bolgár) |

| 2013. szeptember 6. 21:00 (UTC+6) |

| Kazahsztán                                 | 2–1               | Feröer          |
| ------------------------------------------ | ----------------- | --------------- |
| Nurdauletov 50' (11-esből) Finonchenko 64' | (0–1) Jegyzőkönyv | Benjaminsen 23' |

| Asztana Arena, Asztana Nézőszám: 7 000 Játékvezető: Johnny Casanova (San Marinó-i) |

| 2013. szeptember 6. 20:45 (UTC+2) |

| Németország                    | 3–0               | Ausztria |
| ------------------------------ | ----------------- | -------- |
| Klose 33' Kroos 51' Müller 88' | (1–0) Jegyzőkönyv |          |

| Allianz Arena, München Nézőszám: 68 000 Játékvezető: Milorad Mažić (szerb) |

| 2013. szeptember 6. 19:45 (UTC+1) |

| Írország  | 1–2               | Svédország                |
| --------- | ----------------- | ------------------------- |
| Keane 22' | (1–1) Jegyzőkönyv | Elmander 33' Svensson 57' |

| Aviva Stadion, Dublin Nézőszám: 49 500 Játékvezető: Damir Skomina (szlovén) |

| 2013. szeptember 10. 22:00 (UTC+6) |

| Kazahsztán | 0–1               | Svédország     |
| ---------- | ----------------- | -------------- |
|            | (0–1) Jegyzőkönyv | Ibrahimović 1' |

| Asztana Arena, Asztana Nézőszám: 24 000 Játékvezető: Miroslav Zelinka (cseh) |

| 2013. szeptember 10. 20:45 (UTC+2) |

| Ausztria  | 1–0               | Írország |
| --------- | ----------------- | -------- |
| Alaba 84' | (0–0) Jegyzőkönyv |          |

| Ernst Happel Stadion, Bécs Nézőszám: 48 500 Játékvezető: Olegário Benquerença (portugál) |

| 2013. szeptember 10. 19:45 (UTC+1) |

| Feröer | 0–3               | Németország                                    |
| ------ | ----------------- | ---------------------------------------------- |
|        | (0–1) Jegyzőkönyv | Mertesacker 23' Özil 74' (11-esből) Müller 84' |

| Tórsvøllur, Tórshavn Nézőszám: 4 118 Játékvezető: Gediminas Mažeika (litván) |

| 2013. október 11. 18:00 (UTC+1) |

| Feröer      | 1–1               | Kazahsztán      |
| ----------- | ----------------- | --------------- |
| Hansson 41' | (1–0) Jegyzőkönyv | Finonchenko 55' |

| Tórsvøllur, Tórshavn Játékvezető: Dumitru Muntean (moldáv) |

| 2013. október 11. 20:45 (UTC+2) |

| Németország                         | 3–0               | Írország |
| ----------------------------------- | ----------------- | -------- |
| Khedira 12' Schürrle 58' Özil 90+2' | (1–0) Jegyzőkönyv |          |

| RheinEnergieStadion, Köln Nézőszám: 46 237 Játékvezető: Serge Gumienny (belga) |

| 2013. október 11. 20:45 (UTC+2) |

| Svédország                 | 2–1               | Ausztria   |
| -------------------------- | ----------------- | ---------- |
| Olsson 56' Ibrahimović 86' | (0–1) Jegyzőkönyv | Harnik 29' |

| Friends Arena, Solna Nézőszám: 49 416 Játékvezető: Cüneyt Çakır (török) |

| 2013. október 15. 20:45 (UTC+2) |

| Svédország                  | 3–5               | Németország                             |
| --------------------------- | ----------------- | --------------------------------------- |
| Hysén 6' 69' Kačaniklić 42' | (2–1) Jegyzőkönyv | Özil 45' Götze 53' Schürrle 57' 66' 76' |

| Friends Arena, Solna Nézőszám: 49 251 Játékvezető: William Collum (skót) |

| 2013. október 15. 19:45 (UTC+1) |

| Feröer | 0–3               | Ausztria                                      |
| ------ | ----------------- | --------------------------------------------- |
|        | (0–1) Jegyzőkönyv | Ivanschitz 16' Prödl 64' Alaba 67' (11-esből) |

| Tórsvøllur, Tórshavn Nézőszám: 3 100 Játékvezető: Liran Liany (izraeli) |

| 2013. október 15. 19:45 (UTC+1) |

| Írország                                           | 3–1               | Kazahsztán |
| -------------------------------------------------- | ----------------- | ---------- |
| Keane 17' (11-esből) O’Shea 26' Shomko 77' (öngól) | (2–1) Jegyzőkönyv | Shomko 13' |

| Aviva Stadion, Dublin Nézőszám: 21 700 Játékvezető: Vadims Direktorenko (lett) |